# James Hector

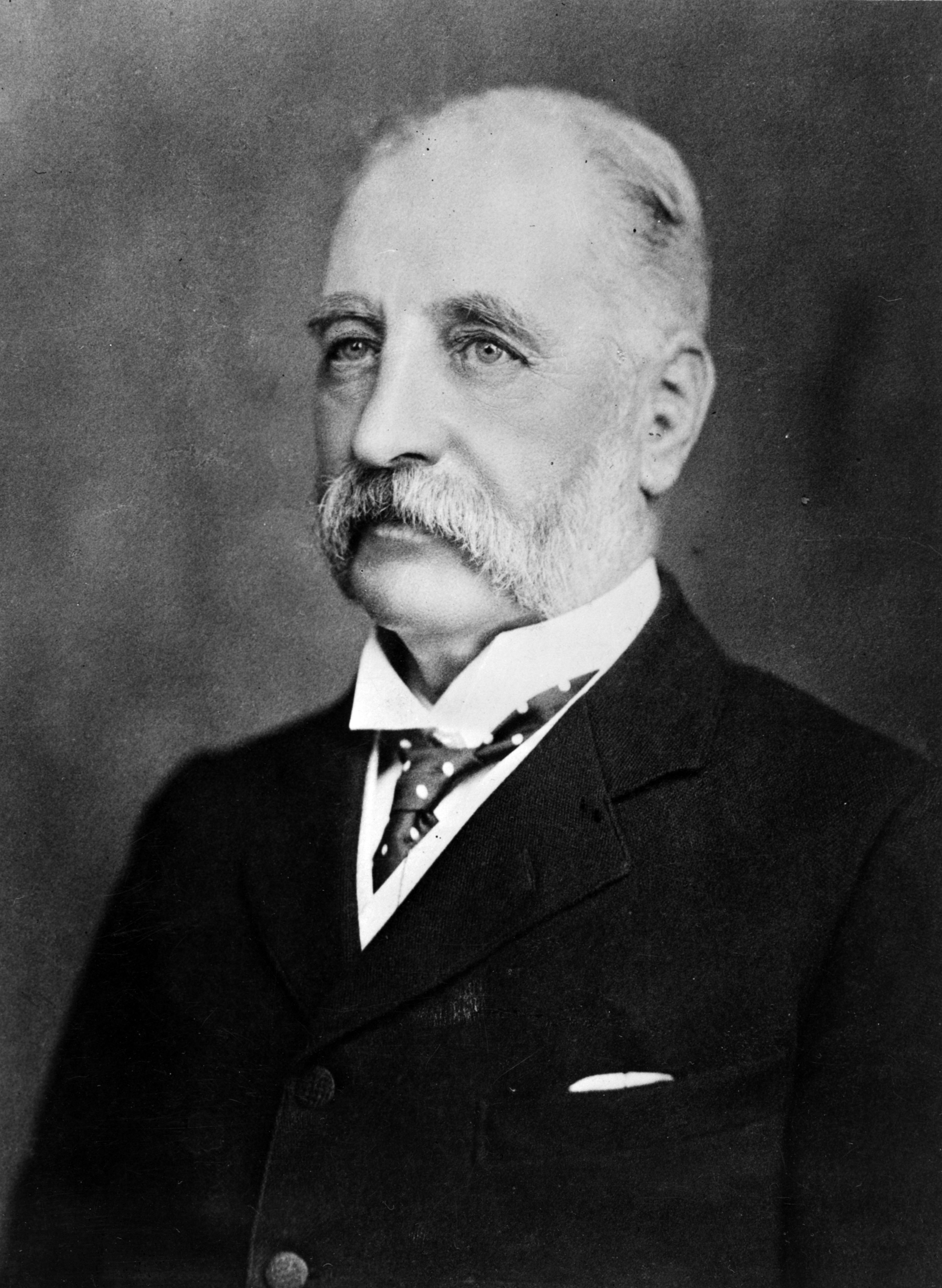
James Hector (um 1900)

Sir James Hector (* 16. März 1834 in Edinburgh, Schottland; † 6. November 1907 in Lower Hutt, Neuseeland) war britischer, schottisch-neuseeländischer Mediziner, Geologe und Forscher. Er war Leiter verschiedener neuseeländischer Institute und von 1885 bis 1903 Kanzler der University of New Zealand.

## Frühe Jahre
James Hector wurde am 16. März 1834 als Sohn der Eheleute Margaret Macrosty und ihrem Ehemann Alexander Hector, einem Rechtsanwalt und Writer to the Signet (Rechtsanwalt, von der Krone mit speziellen Privilegien versehen), in Edinburgh geboren.
Nach dem Besuch der Edinburgh Academy und [[Royal High School (Edinburgh)|Royal High School]] in Edinburgh, arbeitete Hector mit 14 Jahren für eine kurze Zeit im Büro seines Vaters. Danach verpflichtete ihn sein Vater, für drei Jahre unter der Obhut des Versicherungsfachmanns James Watson zu arbeiten. Bereits an den Naturwissenschaften interessiert, besuchte er während dieser Zeit die Universität und die Edinburgh School of Art. Im November 1852 schrieb er sich an der University of Edinburgh für das Fach Medizin ein, nahm aber während des Studiums auch an Vorlesungen in Botanik bei Professor John Hutton Balfour und Zoologie bei Professor Edward Forbes teil.
Nach seinem Abschluss als Doktor der Medizin im Jahr 1856 bekam Hector im folgenden Jahr die Gelegenheit, an einer Expedition nach Kanada teilzunehmen. Namhafte schottische Biologen und Geologen waren zuvor wegen seiner Leistungen auf ihn aufmerksam geworden. Eine Empfehlung des Geologen Roderick Murchison, seinerzeit Direktor des Geological Survey of Great Britain, verhalf ihm schließlich im März 1857, Teil des Expeditionsteam zu werden.

## Kanada

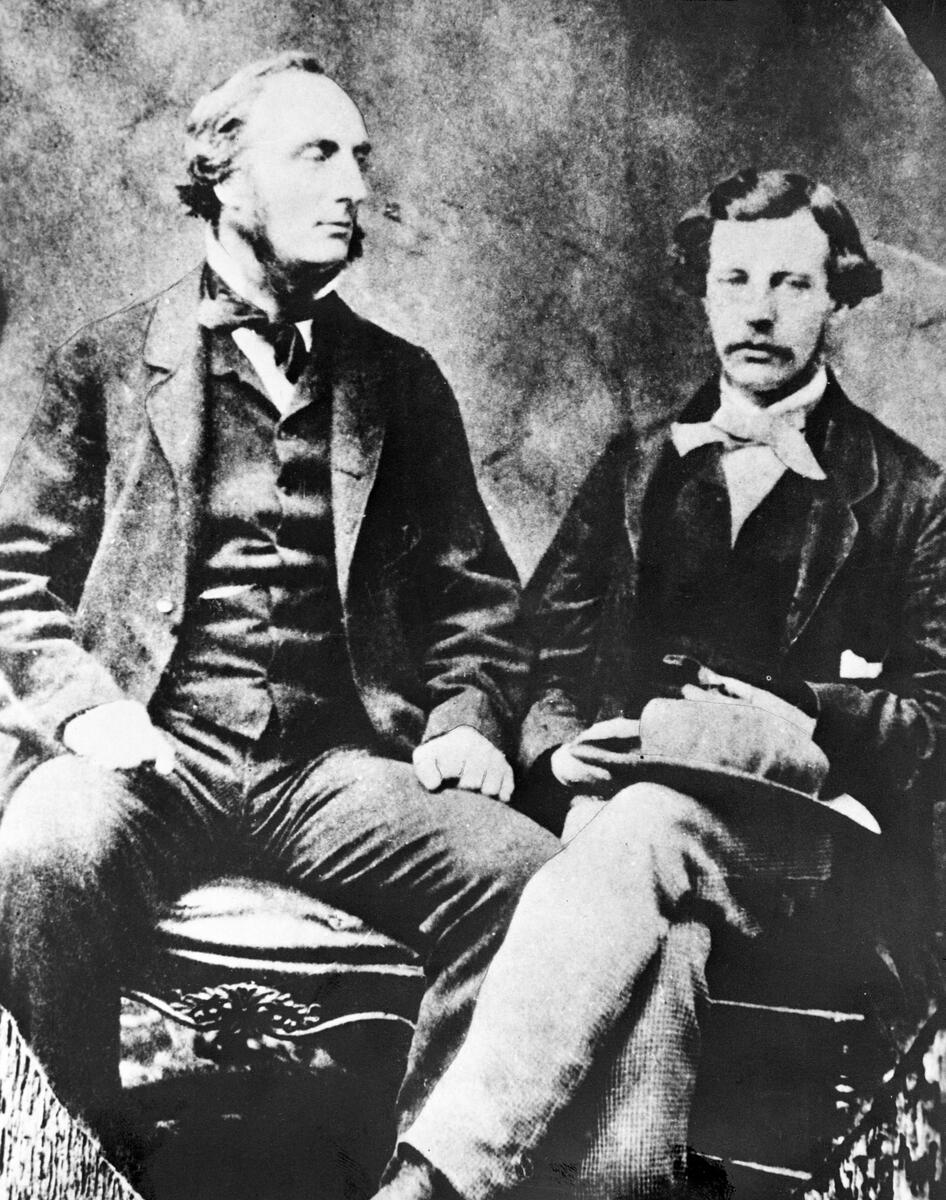
John Palliser (l.) und James Hector (r.)

Unter dem Kommando des Kapitäns John Palliser, der im Auftrage der britischen Regierung den Westen Kanadas erforschen sollte, übernahm James Hector als Geologe und Arzt die Verantwortung für den wissenschaftlichen Teil der Unternehmung. Die British North American Exploring Expedition (Palliser-Expedition) dauerte vier Jahre. In den Sommermonaten erforschten sie die offenen Prärien und in den Herbstmonaten die Rocky Mountains. Über die Wintermonate machte sich Hector mit einer kleinen Gruppe mit Schneeschuhen zu Fuß auf den Weg, sie schliefen nachts draußen im Schnee und ernährten sich von Pemmikan.
James Hector erforschte vier Pässe durch die kanadischen Rockies. Einem Pass gab er den Namen Kicking Horse Pass, nachdem er den Fluss, an dem er von seinem Pferd in die Brust getreten wurde, schon Kicking Horse River genannt hatte. Der Kicking Horse Pass wurde später von der Canadian Railway zur Überbrückung der Rockies von Ost nach West ausgewählt.
Zum Ende der Expedition untersuchte Hector die Kohlenfelder von Vancouver Island und die Goldfelder von British Columbia. Ein Abstecher trug ihn in die Goldfelder von Kalifornien bis hin in den Norden von Mexiko. Über Panama und den Westindischen Inseln reiste er schließlich zurück nach England und wurde 1861 für seine Verdienste mit der Goldmedaille der Royal Geographical Society ausgezeichnet.
Noch im gleichen Jahr bekam Hector zwei Angebote von Murchison zur Auswahl. Er konnte sich entscheiden, als Geologe und Beauftragter der Regierung nach Kaschmir zu gehen oder als Geologe der Provinzregierung von Otago nach Neuseeland. Er nahm die Herausforderung nach Neuseeland an.

## Neuseeland
Am 15. April 1862 trat er seine neue Position in Dunedin, Otago, an und untersuchte in nur drei Jahren die gesamte Provinz Otago, die Bergregionen und die Westküste mit den Sounds von einem Teil von Fiordland. Trotz des beginnenden Goldrausches in Otago konzentrierte sich Hector auf die geologische Erforschung der Region, erstellte eine Kollektion von 500 Exemplaren von Steinen, Fossilien und Mineralen. Ferner erstellte er umfangreiches Kartenmaterial der Region. 1864 bekam er den Auftrag, die gesamte Kolonie zu bereisen und eine Ausstellung seiner Ergebnisse in Dunedin für das folgende Jahr vorzubereiten. Es war die erste Ausstellung ihrer Art in Neuseeland.
1865 wurde Hector zum Direktor des New Zealand Geological Survey berufen, wurde am 7. Juni 1866 Fellow der Royal Society in London und bekam 1868 die Leitung des am 10. Oktober 1867 gegründeten New Zealand Institute übertragen. Er behielt die Leitung bis 1903.
Am 19. Dezember 1868 heiratete James Hector seine Frau Georgiana, älteste Tochter des neuseeländischen Politikers und Speakers des New Zealand House of Representatives, Sir David Monro.
In seinen Jahren in Neuseeland schrieb er 45 wissenschaftliche Artikel für die Bereiche Geologie, Botanik und Zoologie, produzierte 1870 den Katalog für das Colonial Museum, 1890 den Katalog für die Bibliothek des Museum of New Zealand Te Papa Tongarewa Colonial Museums, erstellte das Handbook of New Zealand, 1879 für die Sydney International Exhibition und 1880 eine zweite Ausgabe für die Melbourne International Exhibition. Weitere überarbeitete Ausgaben folgten 1883 und 1886.
Durch Umstrukturierungen gab Hector 1892 die Leitung des Geological Survey of New Zealand ab und 1903 die Leitung des New Zealand Institute. Im Oktober 1903 in den Ruhestand entsandt, begab sich James Hector auf Einladung des kanadischen Regierung wieder auf Reisen. Begleitet von seinem Sohn Douglas bereiste er noch einmal die Regionen Kanadas, die er bei seiner Expedition 46 Jahre zuvor erforschen konnte. Doch der tragische Tod seines Sohnes ließ ihn 1904 als gebrochenen Mann wieder nach Neuseeland zurückkehren.
1905 wurde Hector zum Präsidenten der Royal Society of New Zealand gewählt, die Nachfolgerin des New Zealand Institute wurde. Er hielt die Position bis zu seinem Tod.
James Hector starb am 6. November 1907 in Lower Hutt nahe Wellington.

## Auszeichnungen
- 1861 – Goldmedaille der Royal Geographical Society
- 1862 – Fellow (Mitglied) der Royal Society of Edinburgh[3]
- 1866 – Mitgliedschaft in der Royal Society in London
- 1874 – Order of the Golden Cross, des deutschen Kaisers Wilhelm I. (nach der Genehmigung der neuseeländischen Regierung)
- 1875 – Companion des Order of St. Michael and St. George (CMG)
- 1877 – Lyell-Medaille der Geological Society of London
- 1886 – Mitglied der Leopoldina
- 1887 – Knight Commander des Order of St. Michael and St. George (KCMG)
- 1887 – Clarke-Medaille der Royal Society of New South Wales
- 1891 – Royal Geographical Society’s Founder’s Medal

## Hector-Medaille
Die Hector-Medaille, englisch Hector Medal genannt, wurde 1910 erstmals mit der Gründung des Hector Memorial Fund von der Royal Society of New Zealand verliehen. James Hector zu Ehren wurde die Medaille jährlich rotierend an Wissenschaftler unterschiedlicher Disziplinen für ihre besonderen Verdienste vergeben. Zwischen 2001 und 2005 wechselte man über zu einer zweijährlichen Verleihung, kehrte aber 2005 wieder zu jährlichen Vergabe des Preises zurück.